# Pajares de la Lampreana
Pajares de la Lampreana è un comune spagnolo di 496 abitanti situato nella comunità autonoma di Castiglia e León.